# 小行星8213
小行星8213（英語：8213）是一颗围绕太阳公转的小行星。1995年3月26日，清水義定、浦田武在那智胜浦町发现了此天体。
这颗小行星的绝对星等为134.0486405632187等。